# 学苑街道 (阜新市)
学苑街道，是中华人民共和国辽宁省阜新市细河区下辖的一个乡镇级行政单位。

## 行政区划
学苑街道下辖以下地区：
辽工大社区、怡静园社区、中学社区、民族社区、花园社区、东风社区和建安社区。